# Hypotrophie fœtale
 (février 2020).
L'hypotrophie fœtale ou anomalie de la trophicité fœtale est un trouble du fœtus nécessitant la connaissance d'au moins trois informations : 
- l'âge gestationnel ;
- le poids, éventuellement la taille ;
- le périmètre crânien ;

et des valeurs normales de référence de ces paramètres staturopondéraux. Ce qui permet de la définir comme toute naissance avec un poids (ou une taille, ou un périmètre crânien) significativement inférieur(s) à la normale pour l'âge gestationnel (quel que soit cet âge).
Mais, en pratique et outre les difficultés éventuelles concernant l'âge gestationnel déjà signalées, il n'y a aucun accord sur le type et le mode d'emploi des valeurs normales de référence et leurs limites. Selon que seul poids, ou poids et taille et/ou périmètre crânien sont en retard en référence au terme, on parle respectivement d'hypotrophie :
- dysharmonieuse (non proportionnelle) ;
- harmonieuse (proportionnelle).

Cette distinction a son importance en clinique lorsque l'hypotrophie n'a pas été reconnue avant la naissance. Il convient alors de chercher rapidement des arguments simples d'orientation du diagnostic étiologique et donc des modalités de prise en charge immédiate. À cet égard, la constatation :
- du caractère harmonieux de l'hypotrophie avec retard associé de taille ou de périmètre crânien ;
- d'un syndrome dysmorphique évocateur (par exemple : le syndrome d'alcoolisation fœtale) ;
- d'une malformation viscérale évidente (par exemple cardiaque).

doit faire privilégier d'emblée l'hypothèse d'une embryofœtopathie. Mais le plus souvent aujourd'hui, le diagnostic de retard de croissance intra-utérin (RCIU) est fait en anténatal, sur la base des mensurations échographiques du fœtus dont les plus utilisées sont la longueur du fémur (LF), le diamètre bipariétal (BIP) (ou périmètre crânien) et le diamètre abdominal transverse (DAT) (ou périmètre abdominal) ; le calcul de la taille et du poids fœtal à partir de ces mensurations n'indiquent les valeurs directement mesurables à la naissance, au mieux, qu'à 10 % près.